# Rimljani na tlu Bosne i Hercegovine
Prije Rimljana, na području Jugoistočne Europe živjela su brojna ilirska plemena. Među mnoštvom tih plemena, na teritoriju današnje Bosne i Hercegovine živjeli su: Liburni, Japodi, Mezeji, Skordisci, Dariopi, Dindari, Dalmati, Daorsi i Ardijejci. U 4. stoljeću prije Krista, Kelti su prodrli u Bosnu i pomješali se s njima. Iliri su tek u 3. stoljeću prije Krista uspjeli oformiti jaču državu. Uništilo njihovo gusarstvo jer su za vrlo moćnog susjeda imali Rim, koji ih je oslabio u dugotrajnim sukobima, koji su trajali od 229. prije Krista do 9. godine poslije Krista, kada su i definitivno pokoreni.

## Bosna i Hercegovina na području Ilirika
Bosna i Hercegovina u Rimskom Carstvu čini dio pokrajine Ilirik, koji se dijeli na Dalmaciju (planinski i južni dio Bosne i Hercegovine) i Panoniju (sjeverna Bosna i Bosanska Posavina). Rimljani su poslije sloma velikog ilirskog odnosno Batonovog ustanka od 6. do 9. godine poslije Krista, trajno zavladali ovim prostorima i započeli proces romanizacije ilirskoga pučanstva te su jače razvili privredu i ojačali trgovinu. Bavili su se poljoprivredom, stočarstvom, lovom, a Panoniji i ratarstvom. Gradili su poljoprivredna dobra, ville rustice, terme s kupalištima i saunama, hramove kao i niz drugih pratećih objekata.

## Rimska provincija Dalmacija
Dalmacija je dobila ime po najznatnijem plemenu Dalmata, koje je nastavalo kraj između Krke i Neretve. Glavno im je mjesto bilo Delminij, danas gradina Borčani na Duvanjskom polju. Granice Dalmacije su bile od rijeke Mat (u Albaniji) do ušća Raše u Istri. Zatim od Raše na sjever do danasnjega Sv. Petra pa od njega, linijom paralelnom sa Savom, preko današnjeg Čabara, Vrbovskog, Sanskog Mosta, Rekavice ispod Banje Luke (Castra ad Ladios), i preko Maglaja i Tuzle (Ad Salinas) na Drinu (Ad Drinum) i Kolubaru. Istočna je granica išla ravno na Ibar, Kosovo polje i na Šar-planinu te natrag ispod grada Ljesa (Lissus) iznad ušća rijeke Mat. Dalmaciji su pripadali svi otoci od Kvarnera (Sinus Flanaticus) do Cavtata (Epidaurum). 
Glavno mjesto Dalmacije bijaše Salona, gdje je bilo križanje svih cesta. Ističe se Via exercitualis između Salone i Siscie. Car Dioklecijan je od jugoistočne Dalmacije učinio provinciju Praevalitanu s glavnim gradom Scodra (Skadar). Tako sada granica išla od Budve na Drinu, a od tamo na izvorište Kolubare. Nakon Teodozijeve podjele ta je granica postala granica između Zapadnog i Istočnog Rimskog Carstva.

## Rimska provincija Panonija
Panonija je koncem prvoga stoljeća zapremala je ona istočni dio Austrije do Wienerwalda, istočnu Štajersku, Kranjsku, cijelu današnju zapadnu Mađarsku zapadno od Dunava, zatim Hrvatsku, Slavoniju, Bosansku Posavinu i Mačvu do crte Čabar - Kolubara. Panonija je granicila na jugu s Dalmacijom, na zapadu s Istrom i Norikom. Na sjeveru i istoku od Beča (Vindobona) do Beograda (Singidunum) dijelio ju je Dunav od barbarskih zemalja. Na jugoistoku, na Kolubari, graničila je s Mezijom. 
Provala germanskih plemena 166. godine, koja je opustošila Panoniju, bila je nagovještaj početka kraja Carstva. Pokušajem cara Dioklecijana (284. – 305.) da gospodarski i upravno reformira državu nakratko se smiruju građanski ratovi i gospodarska nestabilnost. Njegove je reforme uspješno nastavio Konstantin Veliki (306. – 337.), čiji su nasljednici Carstvo podijelili na Istočno i Zapadno, ali nisu uspjeli zaustaviti nadiranje barabarskih plemena i sveopću nestabilnost, što je dovelo i do konačne političke i vojne propasti Zapadnog Rimskog Carstva 476. godine.

## Rudarstvo, ceste i gradovi za vrijeme Rimljana
Brzo su otkrili da u Bosni leže bogata nalazišta ruda (srebro, bakar, željezo i olovo). Otvorili su velike rudnike srebra (Srebrenica - Argentaria i Srebrenik), bakra (Kupres), željeza (Vareš), olova (Olovo) i soli (Tuzla). Radi bržeg razvijanja rudarstva, trgovine i lakše uspostave rimske vlasti Rimljani u Bosni grade naselja, ceste i vojni logori. Najvažniji putni pravci širili su se u svim smjerovima od glavnog grada provincije Ilirik - Salone (Solin kraj Splita u Hrvatskoj). 
Jedan put je vodio pravcem: Salona - Ekrum (Obrovac) - Sabria (Glamoč) - Sernada (Pecka) - Castra (Banja Luka) - Servitium (Bosanska Gradiška). U doba Rimljana na mjestu Bosanske Gradiške nalazilo se naselje Municipium Servicium u provinciji Panonija, koje je bilo važno raskrižje puteva prema istoku i jugu Balkana, odnosno pristanište za riječnu rimsku flotu na rijeci Savi što dovoljno govori o strateškom značaju naselja u to vrijeme. Taj je cestovni put često služio kako bi se rimske postrojbe brzo prebacile iz luke u Saloni na riječne putove koji su vodili prema Sirmiumu i dalje prema Meziji. 
Drugi put prema Savi išao je malo zapadnije preko Raetiniuma. Treći cestovni pravac je bio: Salona - Tilorik (Trilj na Cetini) - Bistua Vetus (Bugojno) - Bistua Nova (Vitez) - Arduba (Vranduk) - Aqua (Ilidža kod Sarajeva) - Argentaria (Srebrenica). Nazivao se i Via Argentaria odnosno Srebrna cesta. Za vrijeme vladavine Rimskog Carstva Argentaria (Srebrenica) je bila glavni centar za kovanje novca i jedna od najvećih kovačnica Rimskog Carstva. Bistua nova je bilo važno trgovišno mjesto gdje su se križali putovi prema unutrašnjosti. 
Četvrti pravac je bio najkraći: Salona - Bigeste (Ljubuški) - Narona (Vid (Metković) u Hrvatskoj) - Asamo (Trebinje) - Epidaurum (Cavtat u Hrvatskoj). U današnjem Humcu na lokalitetu Gračine postojalo je vojno naselje s kupalištem gdje su boravile razne rimske legije i pomoćne vojne postrojbe, kohorte. Inače, važnija mjesta toga doba u Bosni su bila središta rimskih postrojbi, imanja zemljoposjednika i vikendaška naselja bogataša u području s ljekovitim vodama. 
Osim navedenih to su još i ova mjesta: Recinium (Golubić na Uni), Salde (Brčko), Ad Salinas (Tuzla), Domavium (Gradina kod Srebrenice), Diluntum (Stolac) i Delminium (Duvno) koji je prije bio utvrđeni grad Dalmata. Biskupski Delminium pojavljuje se kasnije kao sjedište biskupije, ali tu je sredinom 3. stoljeća bio mučen sv. Venancije, dok se prvi biskup spominje tek 591. u pismu pape Grgura Velikog. Rijeke Bosne i Hercegovine u doba Rimskog Carstva su imale latinizirana ilirska imena: Savus (Sava), Unus (Una), Sanus (Sana) Urpanus (Vrbas), Bosinus (Bosna), Drinus (Drina) i Naro (Neretva).

## Romanizacija i dolazak novog stanovništva
Sve je to popraćeno i romanizacijom stanovništva, koja označava da je autohtono stanovništvo počelo koristiti latinski jezik i pismo, usvajati rimsku religiju, a time je izgubilo svojstva i osobine vlastitog etničkog identiteta. U Bosnu se doseljavaju mnogobrojni ljudi iz različitih krajeva Rimskog Carstva, ponajviše iz Italije, a od sredine drugog stoljeća po Kristu i mnogobrojni vojni veterani kao kolonisti. 
Rimske legije uvelike su novačile same Ilire za svoje potrebe i od kraja drugog stoljeća ilirske su zemlje bile izvor vojne sile za brojne provincijske guvernere i generale, koji su poslije postajali i rimski carevi. Prvi od njih, Septimije Sever, raspustio je pretorijansku gardu, kad je došao u Rim 193. godine i zamijenio ih ilirskim postrojbama.

## Podjela Carstva i njegova propast
Rimski car Dioklecijan, inače Ilir, radi lakšeg upravljanja Carstvom izvršio je upravnu podjelu države na istočni i zapadni dio. Prvi put u povijesti rijeka Drina je 297. postala granica između Istoka i Zapada i tako će ostati u civilizacijskom pogledu do danas. Njegovu reformu nastavlja Konstantin I. Veliki, koji svoju rezidenciju seli iz Rima koji je zbog sve češćih barbarskih napada ugrožen, a time stvara "novi Rim" u gradu Bizantionu, kojeg nadograđuje i daje mu svoje ime Konstantinopol. 
Za postojanja Zapadnog Carstva čitavo je područje primilo kršćanstvo, a južni dio je pripadao nadbiskupiji u Saloni, a sjeverni dijelovi nadbiskupiji u Sirmiumu. Poslije vladavine Teodozija, 395. godine Rimsko Carstvo se definitivno podijelilo na dvije zasebne države, na Zapadno Rimsko Carstvo i Istočno Rimsko Carstvo (Bizant). Granica između dvaju carstva tekla je od sjevera prema jugu rijekom Dunav i to od Aquineuma (Budimpešta) do Singidunuma (Beograd), onda uzvodno Savom do ušća Drine u nju pa uzvodno Drinom i rijekom Pivom, preko Anderbe (Nikšića) do Batue (Budve) na Jadranskom moru. Cijelo područje Bosne i Hercegovine pripalo je Zapadnom Rimskom Carstvu do njegove propasti 476. godine.

## Pokrštavanje i rasprostranjenost
Kršćanstvo je rano prodrlo u rimske gradove. Prvi se biskupi spominju već potkraj prvoga stoljeća, u Sirmiumu, u Panoniji (današnja Srijemska Mitrovica, svega nekoliko kilometara udaljena od sjeveroistočnog vrha današnje Bosne), a najmanje je dvadeset starokršćanskih bazilika iz rimskog doba iskopano na teritoriju današnje Bosne i Hercegovine (Lepenica, Sarajevo, Cim, Zenica, Oborci, Turbe, Čipuljići, Varvara, Dabravine, Skelani). Jedna od njih, nedaleko od Stoca u Hercegovini, spaljena je ruševina u kojoj su pronađeni novčići iz četvrtog stoljeća, a to je potvrda činjenice da je ta najranija faza kršćanstva u Bosni prekinuta najezdom Gota. 
Na području Bosne se nalazilo i mjesto Stridon (ne zna se točno gdje), u kojem se rodio najveći učitelj Svetog Pisma na Zapadu, sveti Jeronim. U Bosni se najprije spominje biskupija sa sjedištem u Bistuae Nova, koja je zbog veličine kasnije podijeljena, a nova biskupija je bila uspostavljena u municipiju Bistuae Vetus. Avarskim pustošenjem i kasnijim seobama slavenskih naroda uništene su metropolije u Sirmiumu i Saloni, a njihova propast simbolizira nestanak najvećeg dijela kršćanstva na ovim prostorima. Na području Mostara, Duvna i Trebinja u kasno rimsko doba su se prostirale četiri biskupije: Delminium, Narona, Epidaurum i Sarsenterum.

## Nakon pada Zapadnog Rimskog Carstva
Tada Europa ulazi u razdoblje velike seobe naroda. U tom 5. stoljeću dolazi do sloma rimske vlasti kada Huni, a kasnije i Goti osvajaju Panoniju i Dalmaciju. Germansko pleme Goti, koji su počela harati Balkanom već u trećem stoljeću, nanijeli su teške poraze rimskoj vojsci potkraj četvrtog stoljeća i osvojili tvrđavu Singidunum (današnji Beograd). Potkraj petog stoljeća, Ostrogoti su tu ustanovili svoju državu, a njihov vladar Teodorik Veliki je svoje carstvo u Italiji proširio po cijeloj Dalmaciji te Bosnom u rimskim granicama s već osvojenom Panonijom, sve do Kolubare i čitav Srijem. 
Bizantski car Justinijan I. iskoristio je sukobe među Ostrogotima nakon smrti Teodorika i s njima započeo rat. Goti doživljavaju poraz od strane Istočnoga Rimskoga Carstva (Bizanta) u gotskom ratu od 535. do 553. te od tada Bosna prelazi u sastavu Bizanta (536. i 537. kad su osvojene Dalmacija i Panonija). Jednim dijelom Bosne vladali su i Langobardi. U krajeve rimskih provincija Dalmacije i Panonije, Slaveni se doseljavaju u drugoj polovici 6. i prvoj polovici 7. stoljeća, zajedno s vojnim osvajanjima Avara, napose nakon pada Sirmiuma 582. godine, od kad se Slaveni na ovim prostorima počinju trajnije zadržavati, i pada Salone 614. 
Za razliku od njih, Avari su se vraćali preko Drave u svoju već oformljenu državu, koja je trajala od 568. do 802. godine. Neko vrijeme je i Bosna bila dio te avarske države. Nakon Slavena, na područje Bosne i Hercegovine dolaze ostala slavenska plemena, Hrvati i Srbi. Starosjedioci Bosne i Hercegovine, romanizirani Iliri i Kelti te Rimljani, za cijelo vrijeme te najezde su se povlačili u planine jer su Slaveni gotovo uvijek naseljavali plodne ravnice uz rijeke i ušća. Kratkotrajno je područjem Bosne vladala i Franačka država.

## Unutarnje poveznice
| - Iliri - Batonski rat - Dioklecijan - Rimsko Carstvo | - Dalmacija - Panonija - Zapadno Rimsko Carstvo - Istočno Rimsko Carstvo |

## Vanjske poveznice
- Ilirik  Arhivirana inačica izvorne stranice od 28. srpnja 2012. (Wayback Machine)
- [neaktivna poveznica]